# 特雷弗·布莱克韦尔
特雷弗·布莱克威尔（Trevor Blackwell，1969年11月4日—）出生于加拿大，是在硅谷的计算机程序员，工程师和企业家。
布莱克威尔是一个人形机器人开发者，他还发明了Eunicycle，实际上是一个双轮的賽格威。布莱克威尔是Anybots的CEO和Y Combinator的一个合作伙伴。